# Brzeźnicka Węgorza
Brzeźnicka Węgorza (pronuncia [bʐɛʑ'ɲiʦka vɛŋ'gɔʐa]) è un fiume in prossimità di Węgorzyno nel voivodato della Pomerania Occidentale (Polonia). Nasce dal lago Studnica e si getta nel fiume Rega vicino alla città di Łobez.
Lungo 40 km, durante il suo corso è ricco di cascate e varie ramificazioni. Costituisce un notevole habitat per varie specie di animali, soprattutto anatre e altri volatili. Vi sono anche comunità di castori, lontre, picchi neri. L'elevata purezza delle acque è determinata dalla presenza di alghe rosse. Qui avviene la riproduzione della trota da ottobre a novembre.
Vista la quantità di ostacoli e ripide cascate, esso è meta di praticanti della canoa e del kayak. Oltre a questo dal 2004 la foresta che lo circonda è diventata zona protetta, per la variata vegetazione, in maggioranza abeti e pini, per non parlare poi degli animali che popolano questi territori (precisamente 433,6 ettari).

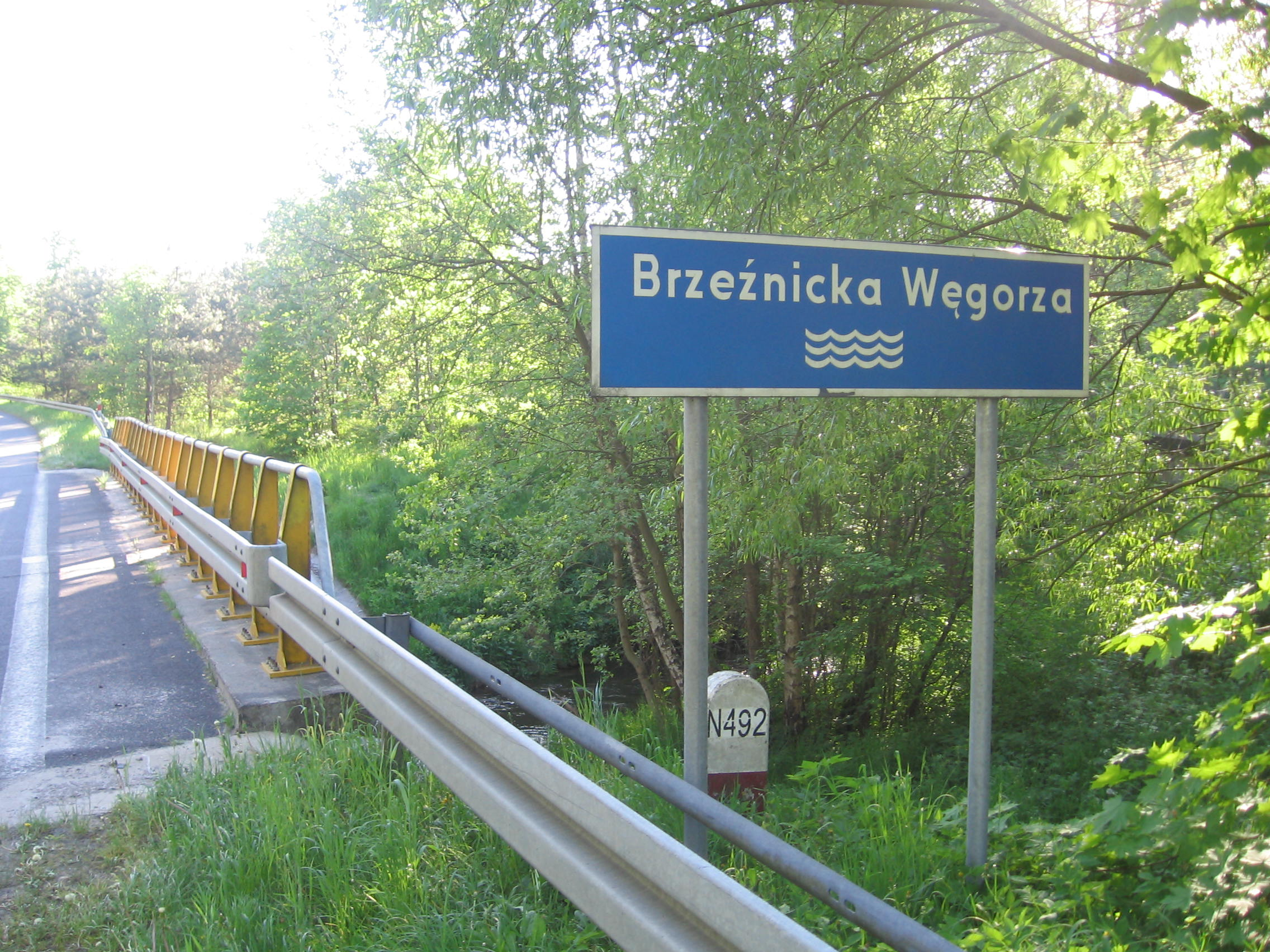
Un segnale stradale che indica il nome del fiume